# Caraffa di Catanzaro
Caraffa di Catanzaro (alb. Garafa) ist eine italienische Stadt in der Provinz Catanzaro in Kalabrien mit 1702 Einwohnern (Stand 31. Dezember 2023). In der Stadt leben seit dem 15. Jahrhundert Arbëresh aus Albanien.

## Lage und Daten
Caraffa di Catanzaro liegt 19 km westlich von Catanzaro. Die Nachbargemeinden sind Catanzaro, Cortale, Maida, Marcellinara, San Floro und Settingiano.